# Crioscopi
Un crioscopi, o criòmetre és un instrument que serveix per mesurar la temperatura d'inici de congelació d'una dissolució.